# نیک تزانف
نیک تزانف (انگلیسی: Nik Tzanev؛ زادهٔ ۲۳ دسامبر ۱۹۹۶) بازیکن فوتبال اهل نیوزیلند است.
از باشگاه‌هایی که در آن بازی کرده‌است می‌توان به باشگاه فوتبال برنتفورد اشاره کرد.
وی همچنین در تیم‌ ملی فوتبال نیوزیلند بازی کرده‌است.